# Дорога слёз

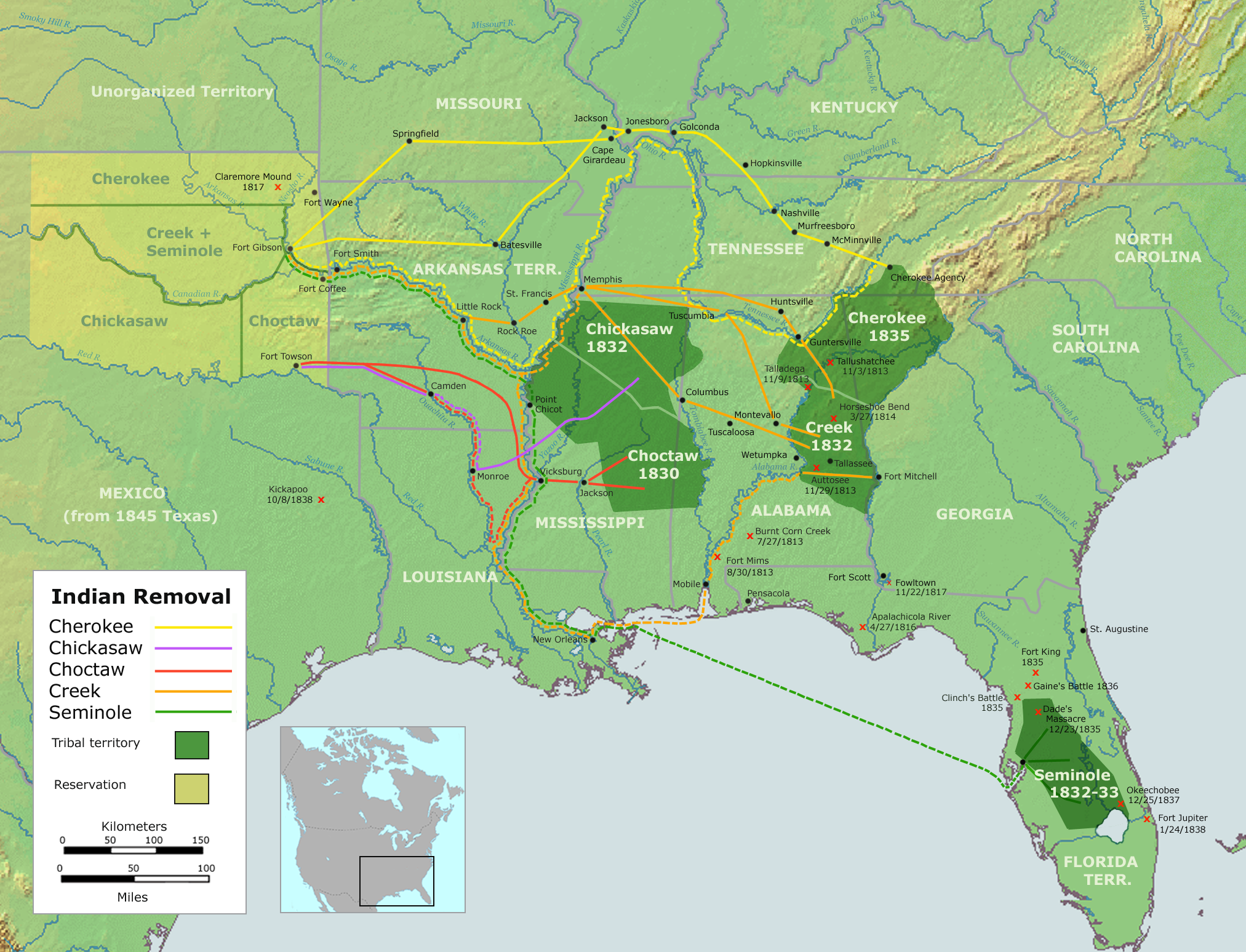
Карта процесса переселения Пяти цивилизованных племён в южных штатах США, называемого Дорогой слёз

Дорога слёз (англ. Trail of Tears) — этническая чистка и насильственное переселение американских индейцев, основную массу которых составили Пять цивилизованных племён, из их родных земель на юго-востоке США на Индейскую территорию (ныне Оклахома) на западе США. Первым было переселено племя чокто в 1831 году. По дороге индейцы страдали от отсутствия крыши над головой, болезней и голода, многие умерли: только для племени чероки оценка числа погибших по дороге составляет от 4 до 15 тысяч. Вместе с индейцами на индейские территории переселилось множество темнокожих — находившихся в рабстве, вступивших в брак с представителями индейских племён или просто беглых.
В наши дни одноимённое название носит дорога, включённая в Систему национальных троп США с целью увековечивания американской истории.

## Предыстория
К 1830 году пять цивилизованных племён — чероки (Cherokee), чикасо (Chickasaw), чокто (Choctaw), маскоги (Creek) и семинолы (Seminole) — представляли собой автономные образования на юго-востоке США. Набирал силу процесс их культурной трансформации, который начали Джордж Вашингтон и Генри Нокс; эти племена, в особенности чероки и чокто, быстро усваивали европейские технологические достижения и культуру. У чероки к тому моменту были свои школы, своя письменность, они приняли христианство и издавали газету «Чероки Феникс», даже попытались принять свою конституцию — однако к тому моменту они уже находились под юрисдикцией Джорджии.
Законодательные собрания Джорджии, Теннесси, Алабамы и ряда других южных штатов имели собственные виды на земли цивилизованных индейцев. Президент-демократ Эндрю Джексон (этнический шотландец из Ирландии) также был сторонником выселения индейцев с тем, чтобы отдать их земли белым колонистам. При его содействии 26 мая 1830 года Конгресс США принял Закон о выселении индейцев (Indian Removal Act), предполагавший перемещение племен с обустроенного и богатого юго-востока на дикие земли Великих Равнин. С этого момента началась кампания по насильственному переселению цивилизованных индейцев.

## Переселение
Переселение «пяти цивилизованных племён» позже назвали «Дорогой слёз». Название эта дорога, пролегавшая через несколько штатов — на запад по реке Миссисипи, — изначально получила из описания переселения племени чокто. Каждое из пяти племён переселялось по-разному, однако всех их переселили на территорию, которую сейчас занимает штат Оклахома. Первым было переселено племя чокто.

### Выселение чокто

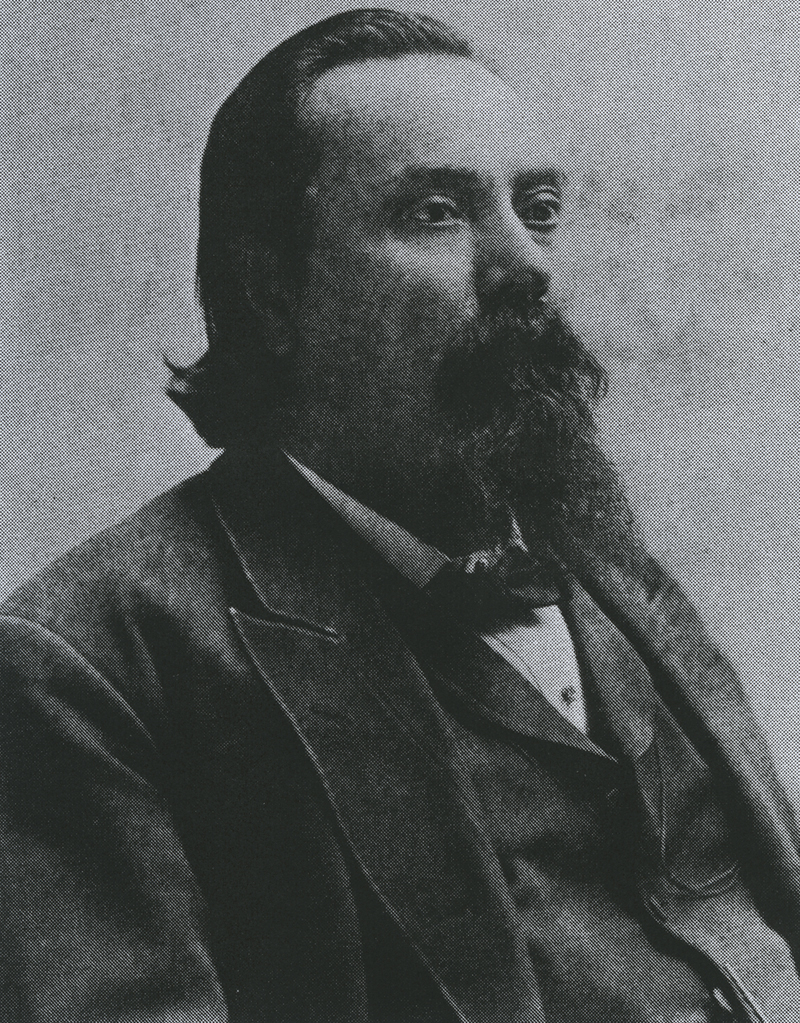
Джордж Харкинс, вождь племени чокто

Очаги племени чокто находились в современных Алабаме, Миссисипи и Луизиане. 27 сентября 1830 года чокто заключили с правительством США соглашение, известное, как «Договор на Дэнсинг-Рэббит-Крик». Согласно договору они уступили 45 000 км² своей территории в Миссисипи в обмен на 61 000 км² на Западе. Договор разрешал остаться тем чокто, которые пожелают стать гражданами США.
Переселение 17 000 чокто проходило в три этапа и закончилось в 1833 году. Первая группа отправилась на запад 1 ноября 1831 года. Антисанитария, голод, болезни (зимой — воспаление легких, летом — эпидемия холеры) унесли множество жизней: точных данных нет, но цифры колеблются от 2500 до 6000 человек. Позже одна из газет Арканзаса процитировала вождя племени, говорившего о переселении как о «пути слез и смерти» («trail of tears and death»).
Около 5000—6000 чокто остались в Миссисипи, хотя и здесь подверглись притеснениям. Переселенные чокто впоследствии сформировали «Оклахомскую нацию чокто», а оставшиеся в Миссисипи — «Группу индейцев чокто». Оставшиеся чокто стали первой крупной группой неевропейцев, получившей американское гражданство.

### Выселение семинолов
По образцу чокто, в 1832 году началось давление на семинолов; в 1834 году выселили маскогов (криков). В том же 1834 году в Стране чероки было открыто золото. Автор Черокской конституции и кандидат в племенные вожди Джон Росс предпринимал энергичные попытки добиться отмены Закона о выселении индейцев, но усилия оказались тщетными. В начале 1835 года президент Эндрю Джексон пригрозил индейцам, что если они не уйдут на запад добровольно, их заставят военной силой. В тот год молодой вождь Оцеола (крикско-шотландский метис) возглавил движение сопротивления семинолов.
В 1837 году были депортированы чикасо, а в 1838 году подошла очередь чероки. Ещё в 1835 году президент Джексон обратился к черокским представителям с воззванием: «Друзья мои! Вы сами видите, что принесла вам т. н. цивилизация! Отправляйтесь на Индейскую территорию за Миссури — и там живите той жизнью, какая вам угодна!»

## Переселение черных
Вместе с переселяемыми индейцами на Индейские территории отправилось множество как свободных негров, так и рабов (либо сопровождавших своих хозяев-индейцев, либо беглецов, тем или иным способом присоединившихся к индейским племенам).
В первые годы после Дороги слёз статус выживших негров — как рабов, так и свободных — менялся. После прибытия на Индейскую территорию чикасо основали крупные фермы, на которых они использовали труд чёрных рабов. Нация чикасо признала отмену рабства лишь в 1866 году (законы США их не связывали, так как Индейская территория формально находилась за пределами США), после чего освобождённые чернокожие до 1890-х годов имели гражданство Нации чикасо. Бывшие рабы нации чокто получили статус «освобождённых людей чокто» (Choctaw Freedmen). Освобождённые рабы нации чокто получили гражданство Нации чокто в 1885 году.